# Dětská práce

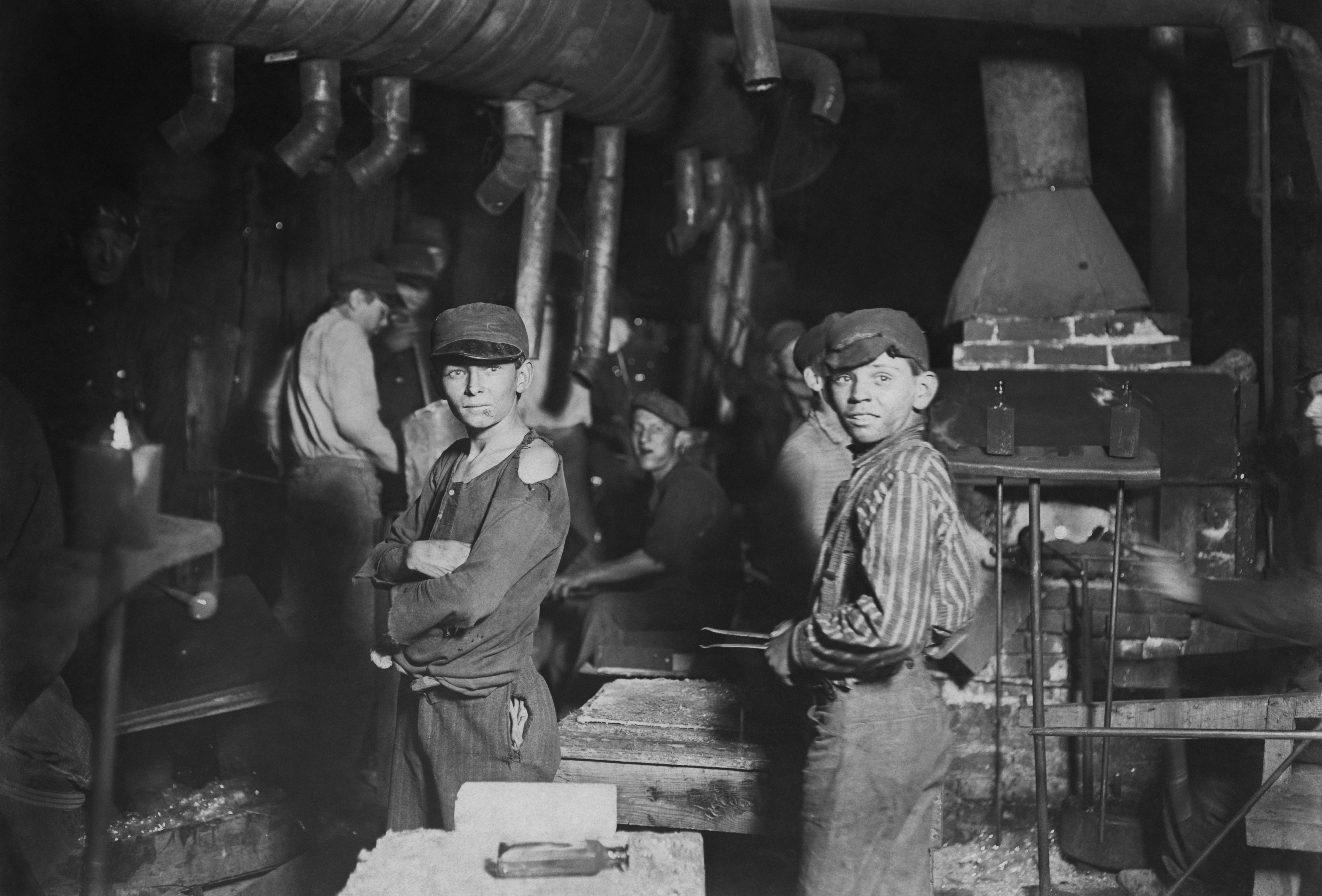
Dětská práce ve sklárně v americké Indianě, 1908

Dětská práce je vykořisťování dětí jakoukoli formou práce, která připravuje děti o dětství, narušuje jejich schopnost chodit do školy a je duševně, fyzicky, sociálně a morálně škodlivá. V roce 2004 bylo na světě podle údajů Mezinárodní organizace práce (ILO) 218 milionů pracujících dětí. Tato statistika však započítává jen ty děti, které za svou práci dostávají – i když minimálně – zaplaceno. Několikanásobně více dětí však pracuje v domácnosti či na polích zdarma, do školy však také chodit nemohou. Dětskou práci omezují dvě hlavní konvence ILO, ale ne všechny státy se k nim připojily. Protože většina velkých firem dnes vyrábí v rozvojových zemích, je třeba si uvědomit, že děti se podílely na výrobě velké části produktů v evropských obchodech. K roku 2010 pracovalo 200 milionů dětí.

## Historie

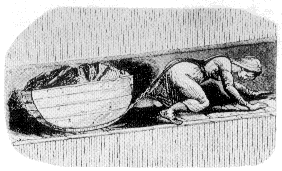
Dívka pracující v uhelném dole v Británii

Na konci 18. století tvořili děti v anglických textilních továrnách až dvě třetiny pracovníků. V době, kdy Charles Dickens psal o problémech dětí v průmyslové Anglii, však už v Habsburské monarchii byla zavedena povinná školní docházka, která fakticky znemožňovala dlouhodobé a pravidelné zaměstnávání dětí. V italských Benátkách zakázali zaměstnávat děti do třinácti let už v roce 1396.

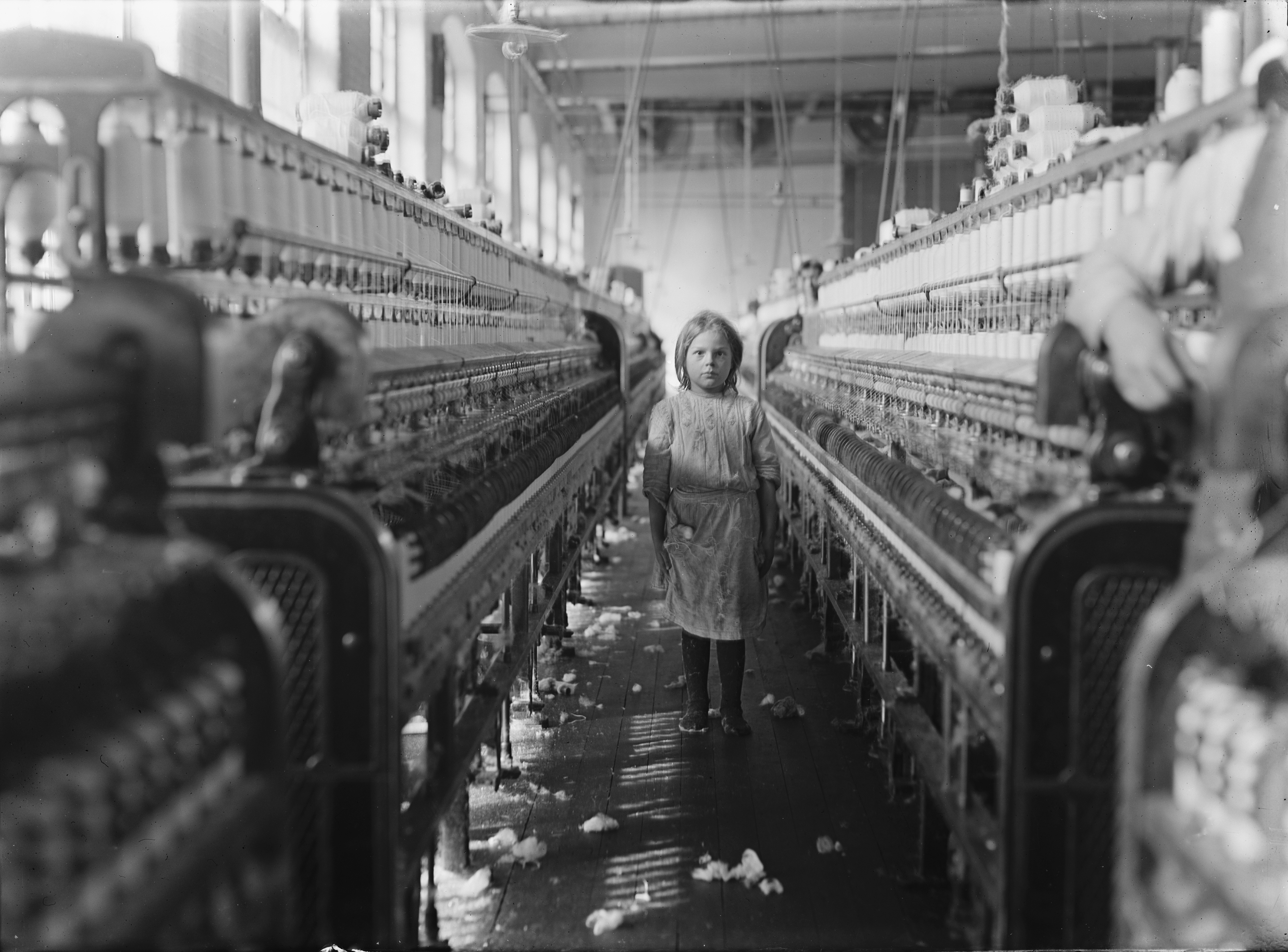
Malá přadlena v přádelně v americké Jižní Karolíně v roce 1908. Lewis Hine dokumentoval dětskou práci v USA, která byla tou dobou již oficiálně zakázána.

V Západní Evropě a USA se první zákony na omezení dětské práce objevily v 19. století - například v roce 1833 bylo v anglickém textilním průmyslu zakázáno zaměstnávat děti do 9 let a u ostatních byla omezena pracovní doba na 12 hodin denně. Podobně se zachovaly i některé americké státy. I přesto však ještě v roce 1860 pracovala polovina anglických dětí ve věku 5-15 let a v roce 1870 podle sčítání lidu v USA pracovalo 750 000 amerických dětí.
V roce 1900 bylo v Británii zakázáno zaměstnávat v hlubinných dolech chlapce mladší než 13 let (Mines Act 1900), což se týkalo asi 3000 dětí.
V roce 1919 byla založena Mezinárodní organizace práce, která se postupně stala hlavní institucí monitorující a regulující dětskou práci ve světě. Ve světě však zaměstnávání dětí pokračovalo - Československo sice zdědilo zákaz zaměstnávání dětí už z rakousko-uherské legislativy, ale například ve Velké Británii bylo zakázáno zaměstnávat děti do 13 let až v roce 1933.
V Indii, kde dnes žije vůbec nejvíce pracujících dětí světa, bylo ústavou z roku 1937 zakázáno zaměstnávat děti do 14 let v dolech, továrnách a na dalších nebezpečných pozicích.
Dne 11. července 2014 bolivijský parlament schválil zákon umožňující legálně zaměstnávat děti starší deseti let.

## Základní úmluvy o dětské práci
Dětskou práci omezují zákony a ústavy jednotlivých zemí. Existuje ale několik mezinárodních úmluv, jejichž podpisem se většina států světa zavázala potírat dětskou práci. Nejdůležitější z nich jsou:
- Úmluva o nejnižším věku pro vstup do zaměstnání byla přijata ILO v roce 1973. Stanovuje nejnižší věk pro vstup do zaměstnání na 15 let a na 18 let v případě práce ohrožující zdraví či morálku. K září 2008 byla ratifikována 150 státy.[8]
- Úmluva o zákazu a opatření k odstranění nejhorších forem dětské práce byla přijata ILO v roce 1999. K září 2008 byla ratifikována 169 státy [9]
- Úmluva o právech dítěte, která mimo jiné obsahuje právo na vzdělání, byla přijata Organizace spojených národů OSN v roce 1989. K lednu 2003 byla ratifikována 189 členskými státy OSN a čtyřmi státy mimo OSN.

## Příčiny a důsledky dětské práce

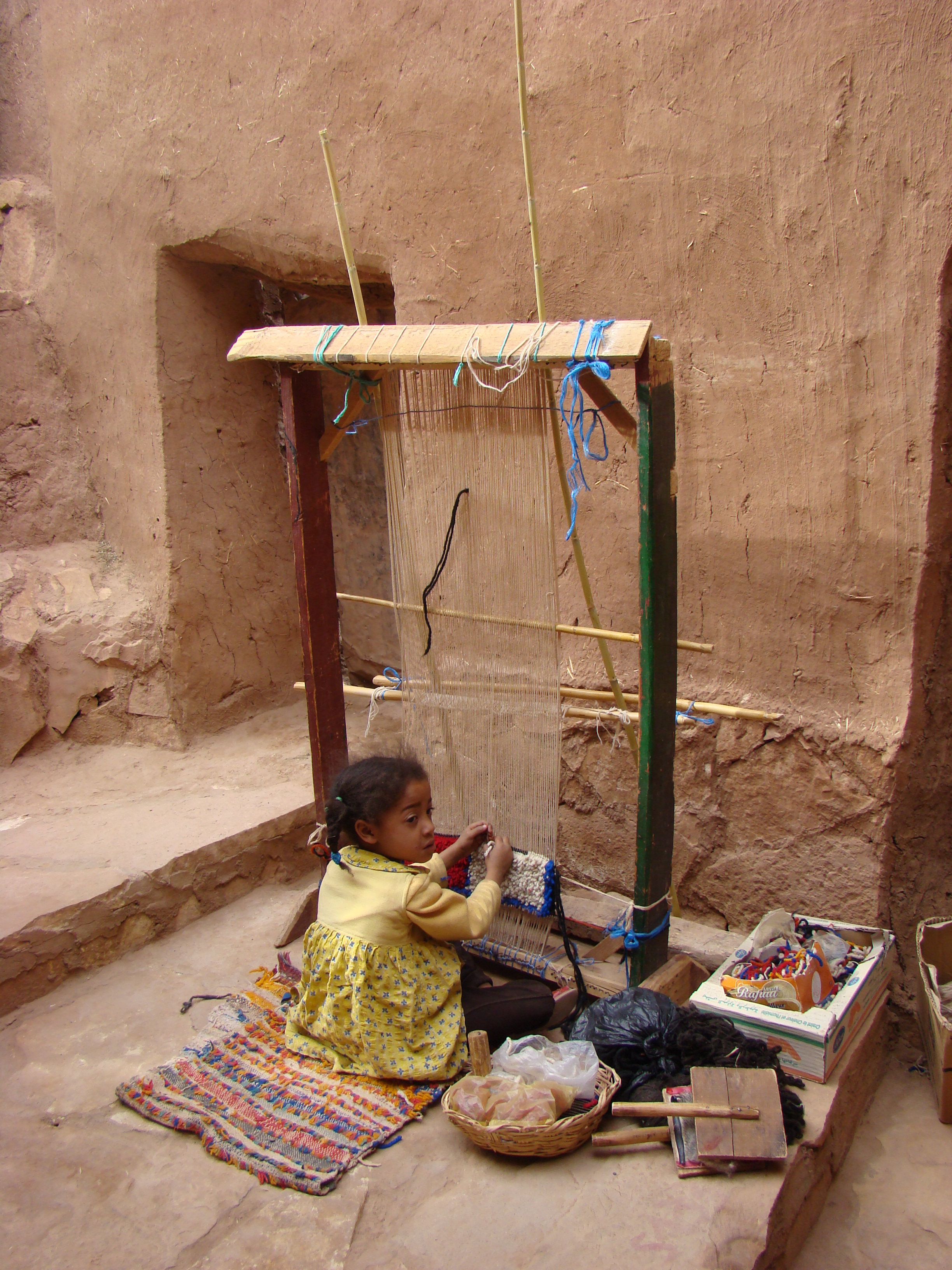
Malá přadlena v Maroku v roce 2008

Hlavní příčiny dětské práce jsou ekonomické – rodiny potřebují děti k pomoci na polích či v domácnosti nebo k přispívání do rodinného rozpočtu. Podle odhadů nevládních organizací jen v Indii 15 milionů dětí prací splácí dluhy svých rodičů. Vedle toho ale také hrají velkou roli kulturní zvyklosti, kdy v mnoha zemích například rodina spíše pošle do školy chlapce než dívku.
Některé státy sice přijaly zákony omezující dětskou práci, ale jen těžko je dovedou aplikovat v praxi. V některých zemích ale vláda recept proti dětské práci vůbec nehledá (např. v Uzbekistánu pracují děti na státních bavlníkových plantážích).
Je tedy patrná souvislost mezi dětskou prací, chudobou a vzděláním. Chudí lidé si nemohou dovolit posílat své děti do školy. Tyto děti ale zůstanou negramotné a v budoucnu se jim nepodaří najít více výdělečnou práci, proto ani jejich děti tak nezískají vzdělání a kruh se uzavírá. Proto je pro řešení problému dětské práce nezbytný koordinovaný postup místních vlád, nevládních organizací i mezinárodního společenství. Základním krokem k odstranění dětské práce je pak zajištění dostupného vzdělání pro všechny děti na světě.[zdroj?]

## Povolené či prospěšné formy dětské činnosti

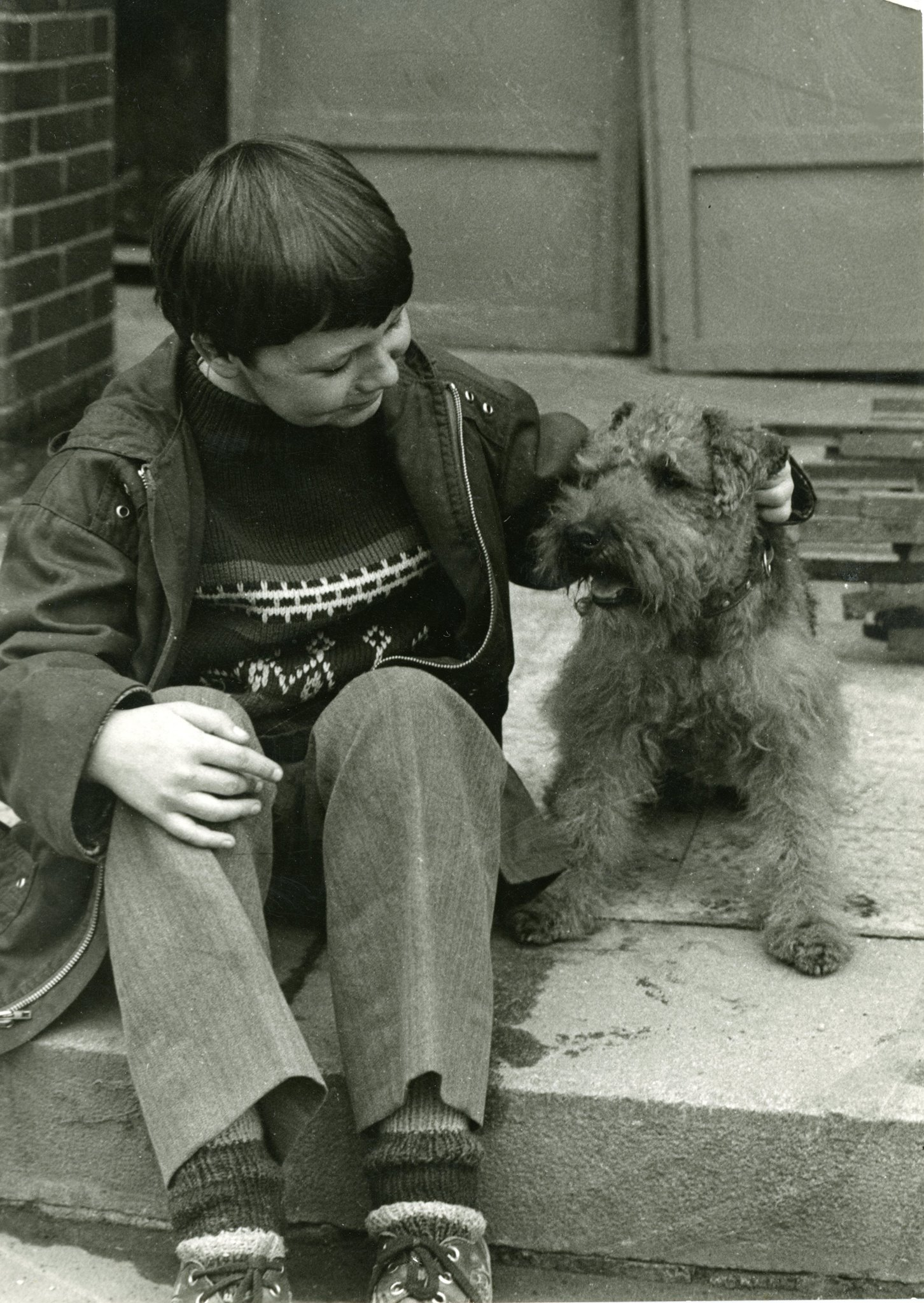
Jednou z typických oblastí, kde stát dětskou práci do jisté míry toleruje, je herectví. Na snímku dětský herec Tomáš Holý při čekání na záběr.

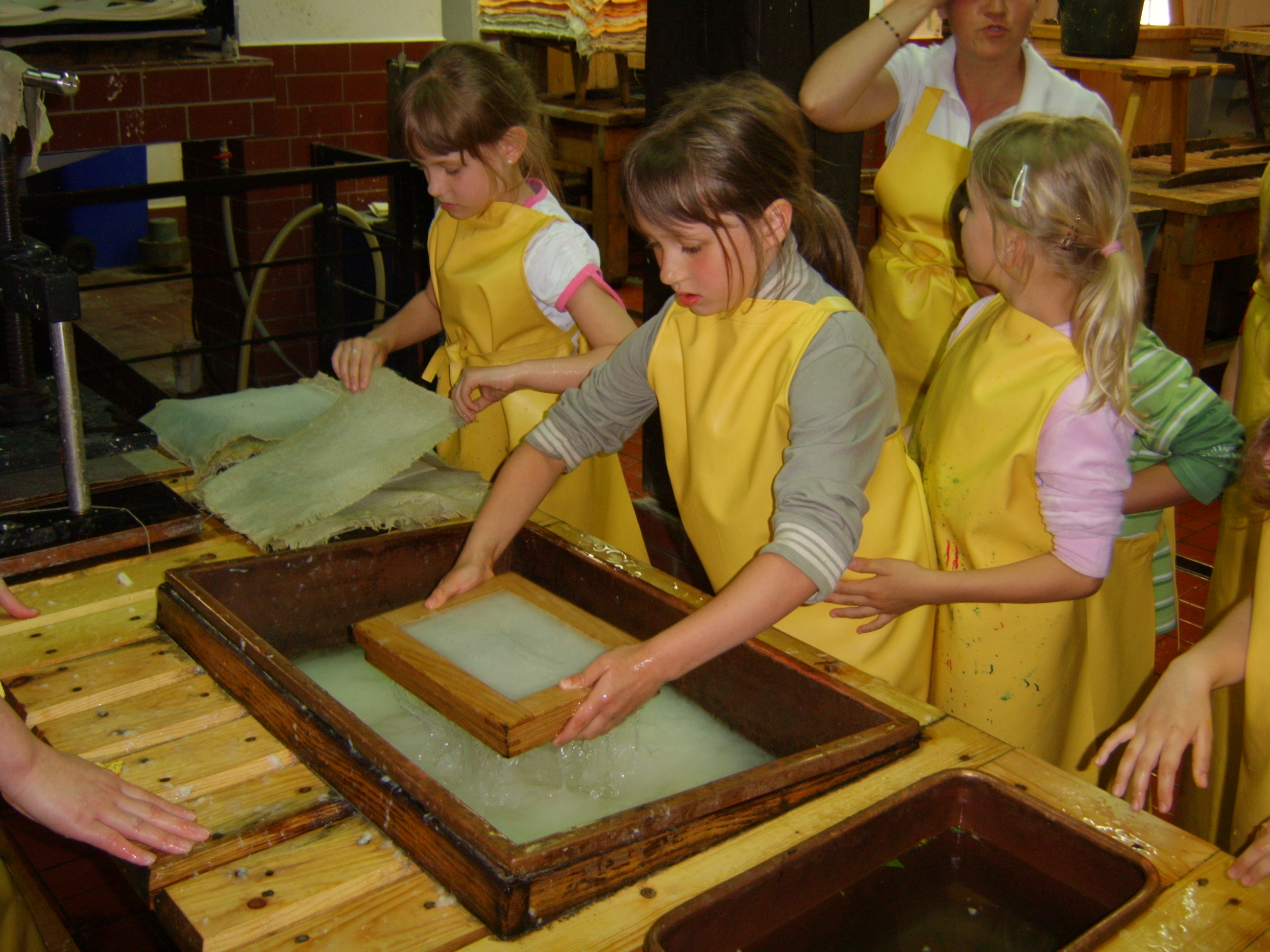
Děti vyrábějí ruční papír v rámci návštěvy papírenského muzea v polských Dušníkách

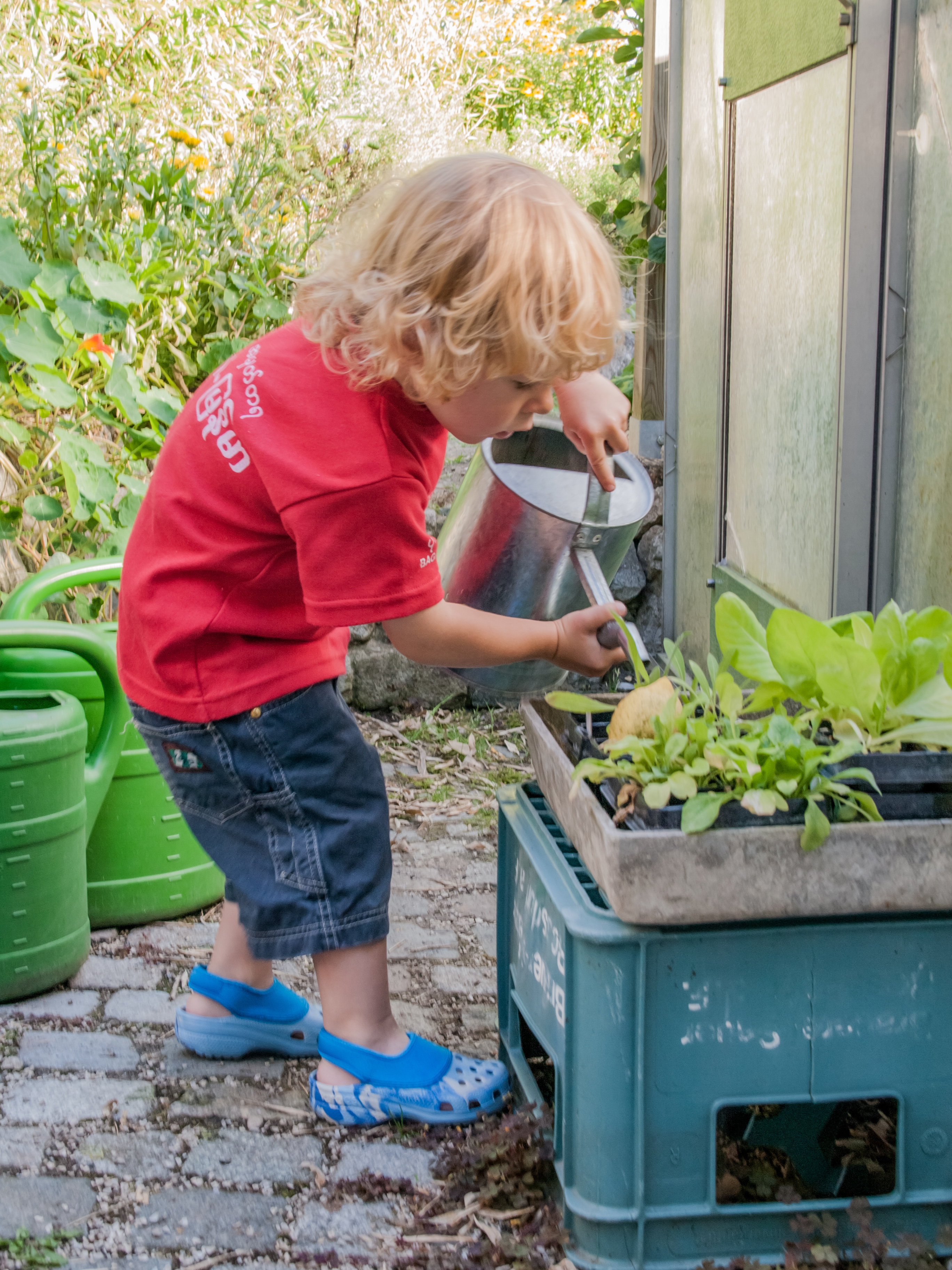
Dítě zalévající květiny

Úmluva o právech dítěte a další regulační zákony definují dětskou práci zejména ve smyslu závislé výdělečné práce, která narušuje vývoj a výchovu dítěte. Práci považují obecně ve vztahu k dětem za zlo, v regulačních formulacích však hovoří o odstranění „nejhorších forem dětské práce“. Obecně však práce ve smyslu cílevědomé užitečné činnosti je nezbytnou součástí života a zdravé výchovy a vzdělávání dítěte, ať už jde o jeho práci ve škole, běžné domácí práce, případně přiměřenou dobrovolnickou a zájmovou činnost.
Právní úprava činnosti dětí údajně nesměřuje k omezení drobných prací dětí v domácnosti rodičů. Občanský zákoník dokonce takovou výpomoc dětí předpokládá a v některých případech ji dětem ukládá jako povinnost. Paragraf § 886 občanského zákoníku říká že: Žije-li dítě s rodiči nebo s některým z nich v rodinné domácnosti a je-li o ně řádně pečováno, podílí se i ono na péči o chod domácnosti. Tato povinnost dítěte zaniká zároveň s poskytováním výživy rodičů dítěti. Dítě se podílí na péči o chod rodinné domácnosti vlastní prací, popřípadě peněžitými příspěvky, má-li vlastní příjem, anebo oběma způsoby. Pro určení rozsahu podílu dítěte na péči o chod rodinné domácnosti jsou rozhodné schopnosti a možnosti dítěte i odůvodněné potřeby členů rodiny. Nezletilé děti z této povinnosti tedy občanský zákoník nevyjímá.
Obecně český zákoník práce umožňuje vykonávat závislou práci až po dosažení 15 let věku za podmínky dokončení povinné školní docházky. § 11 odst. 4 zákoníku práce však umožňuje výjimku pro osoby, který sice už dosáhly 15 let věku, ale ještě nedokončily povinnou školní docházku. Tyto osoby mohou vykonávat společensky prospěšné práce (definované jako dobrovolná práce žáků středních škol konaná v době mimo vyučování) a jiné přiměřené práce, které jsou definovány ve vládním nařízení č. 108/1994 Sb. jako práce, jež svým charakterem ani rozsahem neohrožují zdraví a vývoj žáků a nebrání jim v přípravě na povolání, přičemž žáci pomocných škol mohou práce, které jsou přiměřené jejich rozumové a mravní vyspělosti, tělesným schopnostem odpovídajícím jejich věku a nejsou škodlivé pro jejich zdraví a vývoj, vykonávat již od 14 let, a to za podmínky, že jejich přiměřenost byla ověřena lékařem.
I v České republice se lze, zejména o prázdninách, setkat s prací dětí věku pod 15 let např. při roznášce propagačních letáků, novin, různých tiskovin, práce u čerpacích stanic, občerstvovacích stánků, konanou však mimo pracovně-právní vztah, což je zpravidla označováno za porušování nebo obcházení zákona s argumentem, že tyto činnosti prý mají charakter závislé činnosti. Mladý člověk při takových pracích však není chráněn zákoníkem práce například ve vztahu k pracovním úrazům, pracovnímu volnu či náhradám při překážce v práci atd.
Směrnice EU 94/33/EC připouští, aby členské státy přijaly zákonné opatření nebo nařízení, podle kterého se zákaz práce dětí ve věku do 15 let nebude vztahovat na děti, které vykonávají kulturní, uměleckou, sportovní a reklamní činnost. Podmínkou je, že výkon těchto činností bude schválen kompetentním orgánem pro každý jednotlivý případ a že členské státy upraví právním předpisem podmínky pro děti a podrobnosti, týkající se schvalovací procedury pro vydání povolení. Listina základních práv EU, která je součástí Lisabonské smlouvy, v čl. 32 Listiny se uvádí: „Dětská práce se zakazuje. Minimální věk pro přijetí do zaměstnání nesmí být nižší než věk pro skončení povinné školní docházky, aniž jsou dotčena pravidla, která jsou příznivější pro mladé lidi, a omezené výjimky.“
Český občanský zákoník v § 34 výslovně zakazuje závislou práci nezletilých mladších než 15 let nebo mladistvých, kteří neukončili povinnou školní docházku. Protože děti nesmějí vykonávat práci v pracovně-právním vztahu, jejich povolená práce se v legislativě nenazývá práce, ale pracovní činnost, a taková pracovní činnost nesmí být nazvána prací, protože i práce mladistvých ve věku od 15 do 18 let věku může být vykonávána pouze v pracovněprávním vztahu. Děti ve věku do 15 let mohou vykonávat pouze umělecké, kulturní, sportovní a reklamní činnosti po předchozím povolení úřadu práce a za ochranných podmínek uvedených v zákoně a v povolení. Povolení se nevyžaduje k činnosti zájmové v uvedených oblastech umělecké, kulturní, sportovní a reklamní činnosti, pokud nepůjde o výkon činnosti za odměnu. O tomto povolení vydává úřad práce rozhodnutí, a to na základě písemné žádosti osoby odpovědné za výchovu dítěte. Žádost musí být doplněna posudkem lékaře o vhodnosti dané činnosti pro dítě. Činnost dětí nesmí ohrozit jejich zdraví i psychický a fyzický vývoj, negativně ovlivnit jejich docházku do školy, jejich účast v teoretické i praktické přípravě na povolání a ve výcvikových programech. Lékař má rovněž posuzovat, zda budou splněny všechny podmínky týkající se bezpečnosti a zdraví dítěte a zda tato činnost bude přiměřená z hlediska zdravotního. Odpovědnost za dodržení těchto povinností mají všichni vedoucí zaměstnanci provozovatele činnosti v rozsahu svých funkcí, jako je tomu v pracovněprávním vztahu, a na výkon činnosti dítěte se dále přiměřeně použijí ustanovení zákoníku práce, například o prevenci rizik, zajištění osobních ochranných pracovních prostředků, zajištění vhodného prostředí, v němž bude činnost probíhat, možnosti kontroly odborových orgánů a inspektorátů práce apod. Fyzické nebo právnické osobě, která umožní dítěti výkon umělecké, kulturní, sportovní a reklamní činnosti bez povolení nebo podmínky tohoto povolení poruší, může být uložena podle zákona o zaměstnanosti pokuta až do částky 2 milionů korun. Zákonný zástupce dítěte, který by umožnil výkon činnosti dítěte bez povolení nebo porušil podmínky povolení, může dostat pokutu až do částky 100 tisíc korun. Při přípravě této právní úpravy se ozývaly kritické hlasy zejména některých filmových režisérů, že navrhovaná úprava zavede byrokracii do uplatnění dětí v umělecké oblasti.
Jako ochranné podmínky pro činnost dětí stanoví český zákon o zaměstnanosti maximum 35 hodin činnosti týdně a 7 hodin denně. Činnost dítěte je zakázána v noční době od 22 do 6 hodin, výjimka je povolena pro dny, po nichž následuje odpočinek dítěte a dítě nemá následující den povinnost školní docházky. Předmětem výkonu činnosti dětí nemohou být práce, které jsou jim zakázány § 245 zákoníku práce nebo vyhláškou 288/2003 Sb., o zakázaných pracích pro mladistvé (například práce s nadměrnými břemeny, práce v nepřirozených polohách apod.). Pokud dítě způsobí provozovateli činnosti škodu, nesmí podle § 122 odst. 5 ZOZ vyžadovaná náhrada nesmí přesáhnout v jednotlivém případě 0,70 násobek průměrné mzdy v národním hospodářství za první až třetí čtvrtletí kalendářního roku předcházejícího kalendářnímu roku, ve kterém vznikla škoda, což v roce 2016 činilo něco přes 180 tisíc Kč.